# Ящикове
Я́щикове — селище в Україні, у Алчевській міській громаді, Алчевського району Луганської області . Знаходиться на тимчасово окупованій території України. Положене між річками Білою та Лозовою (сточище Сіверського Дінця);
3900 меш. (1986), 2424 меш. (2001). Видобуток вугілля, фабрика спортивних виробів.

## Історія
Засноване не раніше 1775 року капітаном Бахмутського/Волоського гусарського полку Павлом Міоковичем. Перша згадка у письмових документах хутора на р. Лозовій датується вереснем 1777 року. Ящикова належала майору П. Міоковичу щонайменше до 1785 р. На 1787 рік вона належить уже секунд-майору М. Штеричу.
За даними на 1859 рік у власницькому селі Слов'яносербського повіту Катеринославської губернії мешкало 494 особи (242 чоловіки та 252 жінки), налічувалось 73 дворових господарства, а також один завод.
Станом на 1886 рік в селі Адріанопільської волості мешкало 654 особи, налічувалось 102 двори, існувала лавка.
За даними оціночно-статистичного обстеження 1904 року надільну землю у розмірі 840,33 десятини вважали зручною, 29 десятин незручною.
У 1908 році в селі налічувалось 203 господарства. Кількість наявного населення складала 588 чоловіків та 579 жінок. Земля надана 194 особі в розмірі 4 десятин кожній.
Станом на 1 січня 1911 року 776 десятин надільної землі вважали зручною.
У часи громадянської війни у селищі перебувала кіннота генерала Сергія Улагая.
Селище постраждало внаслідок геноциду українського народу, вчиненого урядом СССР у 1932—1933 роках, кількість встановлених жертв — 35 жителів селища.
12 червня 2020 року, відповідно до Розпорядження Кабінету Міністрів України  № 717-р «Про визначення адміністративних центрів та затвердження територій територіальних громад Луганської області», увійшло до складу Алчевської міської громади.
17 липня 2020 року, в результаті адміністративно-територіальної реформи та ліквідації Перевальського району увійшло до складу Алчевського району.